# 福島県道61号塩川山都線
福島県道61号塩川山都線（ふくしまけんどう61ごう しおかわやまとせん）は、福島県喜多方市塩川町から河沼郡会津坂下町を経由して喜多方市山都町に至る県道（主要地方道）である。

## 概要
喜多方市と会津坂下町の市町境をなす阿賀川に沿い西進する路線である。

### 路線データ
- 起点 - 喜多方市塩川町小府根字畑ケ田
- 終点 - 喜多方市山都町三津合字諏訪北
- 総延長 - 15.523km
  - 実延長 - 15.086km[1]

## 歴史
- 1993年（平成5年）5月11日 - 建設省から、県道塩川山都線が塩川山都線として主要地方道に指定される[2]。福島県によって現在の路線名が認定される[3]。

## 路線状況

### 重用路線
- 福島県道21号喜多方会津坂下線（喜多方市塩川町四奈川字万力 - 同市塩川町四奈川字西鎧召）
- 福島県道336号熱塩加納会津坂下線（喜多方市慶徳町新宮字畑中 - 同市慶徳町山科字巻）

### 橋梁
塩川大橋
- 全長：170.0m
- 幅員：12.8m
- 竣工：1997年[4]

塩川町小府根字畑ケ田から塩川町字下前田、字古戸城を経て塩川町諏訪町2丁目、3丁目に跨り、一級水系阿賀野川水系姥堂川と、その西側にあるJR磐越西線を渡る。橋上は上下対向2車線で供用され、上下線両側に歩道が設置されている。都市計画道路窪東谷地線重要幹線街路事業として1992年に事業着手され、周辺街路と併せ2000年に事業完了された。
新尾田橋
- 全長：45.9m
- 幅員：11.0m
- 竣工：1965年[6]

塩川町四奈川字西鎧召、字万力から豊川町沢部字宮下を経て塩川町四奈川字檀ノ腰、字木戸口に至り、一級水系阿賀野川水系田付川を渡る。
新宮橋
- 全長：185.3m
- 幅員：5.3m
- 竣工：1965年[6]

慶徳町新宮にて一級水系阿賀野川水系濁川を渡る。
泡の巻橋

## 地理

### 通過する自治体
- 喜多方市
- 河沼郡会津坂下町

### 交差する道路
喜多方市内
- 国道121号（塩川町小府根字畑ケ田 起点）
- 国道121号会津縦貫北道路（塩川町遠田字横大道 塩川IC）
- 福島県道21号喜多方会津坂下線 喜多方市中心部方面（塩川町四奈川字万力）
- 福島県道21号喜多方会津坂下線 会津坂下町中心部方面（塩川町四奈川字西鎧召）
- 福島県道336号熱塩加納会津坂下線 喜多方市熱塩加納町方面（慶徳町新宮字畑中）
- 福島県道336号熱塩加納会津坂下線 会津坂下町中心部方面（慶徳町山科字真木）

会津坂下町内
喜多方市内
- 福島県道43号会津坂下山都線（山都町三津合字諏訪北 終点）

### 沿線
- 会知郵便局
- 泡の巻公園